# Klara Sonntag – Liebe macht blind
Liebe macht blind ist eine deutsche Filmkomödie von Jeanette Wagner zu einem Drehbuch von Sebastian Orlac aus dem Jahr 2022. Es handelt sich um die zweite Episode der ARD-Reihe Klara Sonntag mit Mariele Millowitsch als Bewährungshelferin in der Titelrolle. Die deutsche Erstausstrahlung erfolgte am 18. März 2022 auf dem ARD-Sendeplatz „Endlich Freitag im Ersten“.

## Handlung
Eda Balci ist mit ihrem siebenjährigen Sohn Robert auf dem Rückweg aus den Niederlanden, als sie von Zöllnern angehalten wird. Da man bei ihr im Auto eine größere Menge Drogen findet, kommt es zur Anklage wegen Drogenschmuggels und nur aus Rücksicht auf ihren kleinen Sohn kommt sie mit einer Bewährungsstrafe und der Ableistung von Sozialstunden davon. So wird sie von
Bewährungshelferin Klara Sonntag betreut, die sie als Hilfskraft in der Kleiderkammer einteilt. Klara wird schnell klar, dass Eda in einem emotionalen Abhängigkeitsverhältnis zu ihrem drogenabhängigen Freund Nico steht und sich von ihm ausnutzen lässt. Darunter leidet sie nicht nur selbst, sondern auch ihr Sohn, der offensichtlich Verlustängste hat. Um dem Jungen ein wenig zu helfen, gibt sie ihm ihre Schildkröte „Schnurzel“ in Obhut, damit er sich an etwas „festhalten“ kann. Mit Eda versucht sie zu reden und ihr klarzumachen, dass sie nur für ihren Sohn und nicht für ihren Freund verantwortlich wäre.
Privat läuft bei Klara Sonntag auch noch nicht so alles rund, denn das Zusammenleben mit Thomas funktioniert nicht ganz reibungslos. Nun ist Klara auch noch ein herrenloser Hund über den Weg gelaufen, den sie kurzerhand mit nach Hause bringt, weil sie dem Tier nicht zumuten möchte in einem Heim untergebracht zu werden. Thomas stimmt widerwillig zu, weil er Klaras Abneigung gegen Heime kennt und nachvollziehen kann. Seine Vorbehalte gegen das Tier schwinden zusehends und mit der Zeit ist er regelrecht vernarrt in den Hund. So fällt es beiden schwer sich von „Luigi“ zu trennen, als sich am Ende die Besitzerin findet.
Neben den leichten Unstimmigkeiten mit Thomas macht Klara das Verhältnis zu ihrem leiblichen und mittlerweile schwer kranken Vater zu schaffen, der erst nach fünfzig Jahren in ihr Leben getreten und auch Straftäter ist. Eigentlich lehnt sie den Kontakt zu ihm ab, gibt ihm dann aber doch, getreu ihrem Motto: „Jeder hat eine zweite Chance verdient“, die Gelegenheit zu einem Gespräch. Nur wenige Tage später stirbt er.
Nach einigen Tagen bringt Robert Klara die Schildkröte zurück und obwohl er seiner Mutter versprochen hat, niemandem etwas zu verraten, spricht er mit Klara über eine Abenteuerreise, die seine Mutter mit ihm unternehmen will. Klara ahnt, dass Eda vorhat wieder als Drogenkurier zu agieren. Sie warnt die junge Frau sich für ihren feigen Freund „zu opfern“, der bisher nicht mal den Mut hatte, die Vaterschaft für Robert anzuerkennen. Sie sichert Eda zu, für sie da zu sein, wenn sie endlich Verantwortung für ihr eigenes Leben und ihren Sohn übernehmen würde. So vermittelt sie ihr einen Platz in einer Mutter-Kind-Einrichtung und bahnt ihr damit den Weg sich von Nico trennen zu können.

## Hintergrund
Liebe macht blind wurde unter dem Arbeitstitel Vater, Mutter, Kind vom 06. Juli bis zum 6. August 2021 in Köln und Umgebung gedreht. Produziert wurde der Film von der Gaumont GmbH.

## Rezeption

### Einschaltquote
Die deutsche Erstausstrahlung am 18. März 2022 im Ersten wurde von 3,71 Mio. Zuschauer gesehen, was einen Marktanteil von 12,9 Prozent entsprach.

### Kritik
Rainer Tittelbach von Tittelbach.tv schrieb: „Klara Sonntag“ „geht in die zweite Runde – etwas weniger komödiantisch, aber dank der lockeren Dialogwechsel und der Schlagfertigkeit der Hauptfigur nicht weniger unterhaltsam als der Einstand. Die etwas andere ARD-Helferinnen-Reihe ist ganz auf Mariele Millowitsch zugeschnitten: Ihre Figur ist eine Frau, auf die man sich verlassen kann, die jedoch Ecken, Kanten und schicksalhafte Lebenserfahrungen mitbringt. Eine sympathische Frau, aber kein moralisierender Gutmensch. Entsprechend spielt die Kölnerin ihre Rolle nicht gefällig, sondern lebensklug – und immer mit einem feinen Gefühl für Distanz.“
Bei prisma.de wertete Hans Czerny: „Sebastian Orlac (Drehbuch) und Jeanette Wagner (Regie) versuchen in ‚Liebe macht blind‘, schwere Schicksale mit leichtem Tonfall zu erzählen, das Sozialdrama und die Komödie miteinander zu verbinden. Bald schon macht sich indes der Eindruck breit, dass hier alles auf halbem Weg zur Comedy ein wenig stehen geblieben ist, Klaras toughe Art kann fehlenden Witz leider nicht ersetzen. Aber es ist ein Film, der einmal mehr starke Frauen feiern will.“
Oliver Armknecht von film-rezensionen.de meinte: „Klara Sonntag: Liebe macht blind“ „stellt im Vergleich zum ersten Teil als eine Verbesserung heraus, da der Film in sich stimmiger ist. Mehr als Durchschnitt ist er jedoch nicht, da einer interessanten Hauptfigur eine nichtssagende Geschichte gegenübersteht, die aus dem an und für sich vielversprechenden Szenario einer Bewährungshelferin nichts macht.“
Die goldenekamera.de schrieb: „Mit rauem Charme und Feingefühl versucht die taffe Frau auch in Folge 2, einen straffällig gewordenen Schützling wieder in die Spur zu bringen.“